# Don’t Call Me Angel
Don’t Call Me Angel (englisch für „Nenn mich nicht Engel“) ist ein Lied aus der Zusammenarbeit der US-amerikanischen Popsängerinnen Miley Cyrus, Lana Del Rey und Ariana Grande. Das Stück erschien als Soundtrack zum Film 3 Engel für Charlie (Charlie’s Angels) aus dem Jahr 2019.

## Entstehung und Artwork
Geschrieben wurde das Lied gemeinsam von den drei Interpretinnen Miley Cyrus, Lana Del Rey und Ariana Grande sowie den weiteren Autoren Savan Kotecha, Max Martin, Alma-Sofia Miettinen und Ilya Salmanzadeh. Die Instrumentierung (Bass, Keyboard und Schlagzeug) sowie die Produktion erfolgte unter der Zusammenarbeit von Martin und Salmanzadeh. Als Toningenieure während der Entstehung fungierten Cory Bice, Serban Ghenea, John Hanes, Sam Holland und Jeremy Lertola. Ghenea zeichnete sich darüber hinaus eigens für die Abmischung des Liedes aus.
Auf dem Frontcover der Single sind lediglich die Namen der Künstlerinnen sowie der Liedtitel abgebildet. Der Hintergrund ist schwarz gehalten, die Künstlerinnen- und Liedangaben sind in drei Reihen – in beige-brauner Schrift – zentriert angeordnet. In der ersten Reihe befinden sich die Künstlerinnennamen, in der zweiten Reihe der Liedtitel „Don’t Call Me Angel“ und in der dritten Reihe das Filmlogo zu 3 Engel für Charlie.

## Veröffentlichung und Promotion
Die Erstveröffentlichung von Don’t Call Me Angel erfolgte als Einzeldownload am 13. September 2019. Die Single erschien unter dem Musiklabel Republic Records, einem Sublabel der Universal Music Group und wurde durch letztere vertrieben. Das Stück erschien als Leadsingle und Soundtrack zum Film 3 Engel für Charlie (Charlie’s Angels) aus dem Jahr 2019.
Die ersten Gerüchte über eine Kollaboration zwischen Cyrus, Del Rey und Grande traten Mitte Juni 2019 auf, als Cyrus einen Instagram-Beitrag teilte, in dem es um eine Zusammenarbeit der drei ging. Am 22. Juni 2019 erschien auf dem offiziellen GIPHY-Profil die Meldung, dass für den Soundtrack von 3 Engel für Charlie drei Sängerinnen gefunden wurden. Der Beitrag wurde kurze Zeit später wieder gelöscht. Am 26. Juni 2019 lud Grande auf ihrem Instagram-Profil ein Snippet hoch, in dem das Film-Logo mit den Worten „Uploading …“ (englisch für „Hochladen …“) zu sehen ist und im Hintergrund das Instrumental des Liedes zu hören ist. Die Bekanntgabe, dass Cyrus, Del Rey und Grande für den Soundtrack zu 3 Engel für Charlie kollaborieren, erfolgte schließlich einen Tag später am 27. Juni 2019. Grande bestätigte am 23. Juli 2019, dass das Lied Don’t Call Me Angel heißen werde. Die drei Sängerinnen selbst bewarben das Stück weiter am 9. September 2019 über ihre diversen Social-Media-Kanäle, indem sie ein Snippet hochluden. Am 11. September 2019 folgte die Veröffentlichung eines siebensekündigen Videos, in dem die drei als schwarze Engel durch ein Foyer gehen.

## Hintergrundinformation
Elizabeth Banks, Regisseurin des Filmes, tätigte folgende Aussage zu dem Stück: „Es war mir wichtig, 3 Engel für Charlie mit einer weiblichen Hymne zu beginnen, die von einer starken Stimme angetrieben wird, aber drei der größten Stimmen da draußen zu bekommen? Es war ein Traum, der wahr wurde. Was Ariana, Miley und Lana geleistet haben, übertrifft selbst meine hohen Erwartungen. Ihr Lied ist resonant und bedeutungsvoll und steckt voller Kraft.“

## Inhalt
Der Liedtext zu Don’t Call Me Angel ist in englischer Sprache verfasst. Wörtlich ins Deutsche übersetzt bedeutet der Titel so viel wie „Nenn mich nicht Engel“. Die Musik und der Text wurden gemeinsam von Miley Cyrus, Lana Del Rey, Ariana Grande, Savan Kotecha, Max Martin, Alma-Sofia Miettinen und Ilya Salmanzadeh geschrieben beziehungsweise komponiert. Musikalisch bewegt sich das Lied im Bereich des Dance-Pops und des Traps.
Aufgebaut ist das Lied auf zwei Strophen, einem Refrain, einer Bridge sowie einem Outro. Es beginnt mit dem Refrain, der von Grande gesungen und von Cyrus begleitet wird. Darauf folgt die erste Strophe des Liedes, diese wird von Cyrus gesungen, ebenso wie der sich anschließende Pre-Chorus. Es folgt der Refrain, der wie zu Beginn von Cyrus und Grande gesungen wird. Die zweite Strophe sowie der anschließende Pre-Chorus werden von Grande gesungen. Am folgenden dritten Refrain, der wieder von Cyrus und Grange gesungen wird, steigt Del Rey im Begleitgesang in das Lied ein. Nach dem dritten Refrain folgt eine Bridge, die von Del Rey gesungen wird. Nach der Bridge erfolgt zum vierten und letzten Mal der Refrain, der wie der vorherige aufgeführt wird, ehe das Lied mit dem Outro endet. Das Outro setzt sich aus Teilen des Refrain zusammen und wird von Grande gesungen. Die letzte Zeile „Don’t Call Me Angel“ wird von allen gesungen.
| “Boy, don’t call me angel. You ain’t got me right. Don’t call me angel. You can’t pay my price. Ain’t from no Heaven. Yeah, you heard me right. (Yeah, you heard me) Even though you know we fly. (Though you know we) Don’t call me angel.” – Refrain, Originalauszug | „Junge, nenn mich nicht Engel. Du hast mich nicht richtig verstanden. Nenn mich nicht Engel. Du kannst meinen Preis nicht zahlen. Komme nicht aus dem Himmel. Ja, du hast mich richtig verstanden. (Ja, du hast mich gehört) Auch wenn du weißt, dass wir fliegen. (Obwohl du uns kennst) Nenn mich nicht Engel.“ – Refrain, Übersetzung |

## Musikvideo
Zu Don’t Call Me Angel wurden zwei offizielle Musikvideos veröffentlicht. Zunächst feierte das reguläre Musikvideo auf YouTube seine Premiere am 12. September 2019. In diesem schlüpfen Cyrus, Del Rey und Grande in die Rolle der Engel. Zum einen sind alle in einzelnen Szenen zu sehen, zum anderen sieht man die drei auch in gemeinsamen Szenen. In den Einzelszenen sieht man Cyrus in einem Boxring, inmitten dessen sich ein am Stuhl gefesselter Mann befindet, auf den Cyrus einerseits gewalttätig und andererseits lasziv eingeht. Grande ist zum einen auf dem Balkon einer Villa stehend zu sehen, wie sie die Lage beobachtet und zum anderen sieht man sie in einem weißen Engelskostüm das Lied singen. Del Rey ist zum einen in einer Art Wohlfühltempel zu sehen, wo sie sich in einem roten Seidenkimono bekleidet lasziv auf dem Boden räkelt und zum anderen – mit einem Messer bewaffnet – bei der Erkundung eines Kontrollraumes. In den gemeinsamen Szenen sieht man die drei zum einen bei einem gemeinsamen Festmahl und zum anderen als schwarze Engel verkleidet das Lied singend. Am Ende des Videos betritt Elizabeth Banks (in ihrer Rolle als Susan Bosley aus 3 Engel für Charlie) den Raum, in dem die drei speisen, und richtet folgende Worte an sie: „Angels, this is not our house. Time to go to work.“ (englisch für „Engel, das ist nicht unser Haus. Zeit zu arbeiten.“). Die Gesamtlänge des Videos beträgt 3:52 Minuten. Regie führte Hannah Lux Davis.
Am 15. September 2019 hatte – ebenfalls auf YouTube – ein Lyrikvideo zu Don’t Call Me Angel seine Premiere. Hierbei sind, wie typischerweise in Lyrikvideos, hauptsächlich immer die aktuellen Textzeilen im Vordergrund zu sehen. Im Hintergrund sieht man Szenen aus dem Film 3 Engel für Charlie. Regie führte Katia Temkin. Bis November 2020 zählten beide Musikvideos über 170 Millionen Aufrufe bei YouTube.

## Mitwirkende
| Liedproduktion - Cory Bice: Toningenieur - Miley Cyrus: Begleitgesang, Gesang, Komponist, Liedtexter - Lana Del Rey: Begleitgesang, Gesang, Komponist, Liedtexter - Serban Ghenea: Abmischung, Toningenieur - Ariana Grande: Begleitgesang, Gesang, Komponist, Liedtexter - John Hanes: Toningenieur - Sam Holland: Toningenieur - Savan Kotecha: Komponist, Liedtexter - Jeremy Lertola: Toningenieur - Max Martin: Bass, Keyboard, Komponist, Liedtexter, Schlagzeug - Alma-Sofia Miettinen: Komponist, Liedtexter - Ilya Salmanzadeh: Bass, Keyboard, Komponist, Liedtexter, Schlagzeug | Artwork (Musikvideo) - Brandon Bonfiglio: Filmproduzent - Hannah Lux Davis: Regisseur - Katia Temkin: Regisseur (Lyrikvideo) Unternehmen - Republic Records: Musiklabel - Universal Music Group: Vertrieb |

## Rezensionen
Die Redaktion des deutschsprachigen Online-Magazins laut.de bewertete die Kollaboration als „durchwachsen“. Jede Sängerin bringe zwar ihren ganz eigenen Stil mit, nur so richtig vermischen wollten sich diese nicht. Grande gebe die „zuckersüße Diva“ mit Engelsflügeln, Cyrus zeige sich von ihrer „abgefuckten Badass-Seite“ und Del Rey geheimnisvoll und verführerisch. Entsprechend klängen die jeweiligen Teile eher wie „Snippets“ einzelner eigener Lieder statt nach einem „grandiosen gemeinschaftlichen Pop-Opus“.
Johanna Michaels von der FAZ (Frankfurter Allgemeine Zeitung) habe sich von der „geballten Frauenpower“ des Musikvideos mehr erhofft. Die bunte „Melange“ aus Hexen-Symbolik, Sündenfall und Victoria’s-Secret-Show sei überladen und habe neben ein paar „Empowerment-Phrasen“ nicht viel feministisches zu bieten. Selbst der Mann, der von Cyrus verprügelt wird, sitze gefesselt und somit harmlos auf einem Stuhl und bekomme am Ende noch einen Lapdance. Michaels bleibe nur zu hoffen, dass der Film hier mehr zu bieten habe.

## Kommerzieller Erfolg

### Chartplatzierungen
Don’t Call Me Angel erreichte in Deutschland Position elf der Singlecharts und konnte sich insgesamt fünf Wochen in den Charts halten. In Österreich erreichte die Single in vier Chartwochen Position zwölf. In der Schweiz erreichte die Single Position vier und hielt sich eine Woche in den Top 10 sowie sechs Wochen in der Hitparade. Im Vereinigten Königreich musste sich Don’t Call Me Angel lediglich Take Me Back to London (Ed Sheeran feat. Stormzy) geschlagen geben und hielt sich eine Woche in den Top 10 sowie neun Wochen in den Charts. In den Vereinigten Staaten erreichte die Single in sieben Chartwochen Position 13. Des Weiteren erreichte Don’t Call Me Angel die Spitzenposition in Griechenland (Digital Singles International) und Ungarn.
Cyrus erreichte hiermit zum 51. Mal die Billboard Hot 100 sowie zum 27. Mal die britischen Singlecharts, jeweils zum 21. Mal die Charts in Deutschland und Österreich und zum 17. Mal die Schweizer Hitparade. In der Schweiz ist es nach Wrecking Ball und Nothing Breaks Like a Heart ihr dritter Top-10-Erfolg. Del Rey erreichte mit Don’t Call Me Angel zum 25. Mal die Singlecharts in Großbritannien sowie zum 18. Mal die Charts in der Schweiz, jeweils zum 14. Mal die Charts in Österreich und den Vereinigten Staaten und zum 13. Mal die deutschen Singlecharts. In der Schweiz ist es nach Video Games und Summertime Sadness ihr dritter Top-10-Erfolg. Grande erreichte hiermit zum 50. Mal die Billboard Hot 100 sowie zum 31. Mal die britischen Singlecharts, zum 27. Mal die Charts in Deutschland, zum 23. Mal die Schweizer Hitparade und zum 19. Mal die österreichischen Singlecharts. In der Schweiz ist Don’t Call Me Angel ihr achter Top-10-Erfolg.
| ChartsChartplatzierungen       | Höchstplatzierung | Wochen |
| ------------------------------ | ----------------- | ------ |
| Deutschland (GfK)              | 11 (5 Wo.)        | 5      |
| Österreich (Ö3)                | 12 (4 Wo.)        | 4      |
| Schweiz (IFPI)                 | 4 (6 Wo.)         | 6      |
| Vereinigtes Königreich (OCC)   | 2 (9 Wo.)         | 9      |
| Vereinigte Staaten (Billboard) | 13 (7 Wo.)        | 7      |

### Auszeichnungen für Musikverkäufe
| Land/Region                  | Auszeichnungen für Musikverkäufe (Land/Region, Auszeichnung, Verkäufe) | Verkäufe |
| ---------------------------- | ---------------------------------------------------------------------- | -------- |
| Australien (ARIA)            | Platin                                                                 | 70.000   |
| Brasilien (PMB)              | Diamant                                                                | 160.000  |
| Kanada (MC)                  | Platin                                                                 | 80.000   |
| Norwegen (IFPI)              | Gold                                                                   | 30.000   |
| Polen (ZPAV)                 | Platin                                                                 | 20.000   |
| Portugal (AFP)               | Gold                                                                   | 5.000    |
| Vereinigtes Königreich (BPI) | Gold                                                                   | 400.000  |
| Insgesamt                    | 3× Gold · 3× Platin · 1× Diamant ·                                     | 765.000  |

Hauptartikel: Ariana Grande/Auszeichnungen für Musikverkäufe